# 奥克·伦德贝里
奥克·伦德贝里（瑞典語：Åke Lundeberg，1888年12月14日—1939年5月29日），瑞典男子射击运动员。他曾代表瑞典参加1912年夏季奥林匹克运动会射击比赛，共获得二枚金牌和一枚银牌。